# Lee Hoi-chang
Lee Hoi-chang (en coréen : 이회창), né le 2 juin 1935 à Sohung, est un homme d'État sud-coréen.

## Biographie
Il fait ses études de droit à l'université nationale de Séoul. De 1960 à 1980 il exerce la fonction de juge, et en 1981 devient le plus jeune juge de la Cour suprême du pays, à l'âge de 46 ans.
Il devient Premier ministre de Kim Young-sam en 1994. Il est candidat aux élections présidentielles sud-coréennes en 1997, 2002 et 2007.
Il est le frère de Hoesung Lee élu président du GIEC le 6 octobre 2015.

## Positions politiques
Lee a été décrit comme un fervent conservateur dans le contexte de la politique sud-coréenne. Ses positions incluent l'anticommunisme, le soutien au capitalisme de marché libre et une ligne dure contre la Corée du Nord. Lee a critiqué à maintes reprises la « politique du rayon de soleil » de Kim Dae-jung en matière d'engagement et de détente avec la Corée du Nord et a plaidé en faveur de la cessation de l'aide étrangère jusqu'à ce que le Nord démantèle son programme d'armes nucléaires. Lee a appelé à la répression des grèves illégales et à la nomination d'un plus grand nombre de femmes dans les bureaux du gouvernement.